# RS-475
Pour les articles homonymes, voir Route 475.
La RS 475 est une route locale du Nord-Ouest de l'État du Rio Grande do Sul qui relie la municipalité de Sananduva, à partir de l'embranchement avec la RS-126, à celle de Getúlio Vargas, à la jonction avec la RS-135. Elle dessert Sananduva, Charrua et Getúlio Vargas, et est longue de 45 km. Son tronçon entre la Sananduva et Charrua n'est pas asphalté.